# 188-ма гірсько-піхотна дивізія (Третій Рейх)
188-ма гірсько-піхотна дивізія (Третій Рейх) (нім. 188. Gebirgs-Division) — гірсько-піхотна дивізія Вермахту за часів Другої світової війни.

## Історія
188-ма гірсько-піхотна дивізія сформована 1 березня 1944 на території Північної Італії шляхом перейменування 188-ї резервної гірсько-піхотної дивізії Вермахту у 18-му військовому окрузі. 188-ма резервна гірсько-піхотна дивізія з лютого 1944 року виконувала завдання в Істрії з боротьби з партизанським рухом Югославії. Протягом весни-осені 1944 вела боротьбу з югославськими партизанами частково на території Італії, частково на території Хорватії. Вела бої в районах Постойна, Трієста, Рієки. Одночасно виконувала задачі з охорони адріатичного берегу на північно-східному узбережжі Італії.
На початку березня 1945 дивізія була переформована й терміново перекинута до Хорватії для придушення антифашистських виступів.
Наприкінці квітня 1945 року, дивізія разом з іншими формуваннями LXXXXVII-го армійського корпусу билися з військами югославської 4-ї армії під час Трієстської операції. 7 травня 1945 під Ілірською Бистрицєю дивізія була розбита радянськими і югославськими військами і майже повністю потрапила в полон.
18 серпня 1947 її командир Ганс фон Гесслін у Любляні був засуджений югославським трибуналом до страти через повішення за злочини проти мирних жителів.

## Райони бойових дій
- Італія та Словенія (березень 1944 — травень 1945).

## Командування

### Командири
- генерал-лейтенант Ганс фон Гесслін (нім. Hans von Hößlin) (1 березня 1944 — 8 травня 1945).

### Підпорядкованість
| Час      | Корпус                                 | Армія                       | Група армій (округ)                           | Штаб            |
| -------- | -------------------------------------- | --------------------------- | --------------------------------------------- | --------------- |
| 1944     |                                        |                             |                                               |                 |
| березень | у резерві армійської групи             | Армійська група фон Цангена | Група армій «C»                               | Північна Італія |
| серпень  | операційна зона «Адріатичне узбережжя» | 14-та армія                 | Група армій «C»                               | Адрія           |
| вересень | операційна зона «Адріатичне узбережжя» | —                           | Група армій «C»                               | Адрія           |
| жовтень  | LXXXXVII-й ак                          | —                           | Група армій «C»                               | Адрія           |
| 1945     |                                        |                             |                                               |                 |
| січень   | LXXXXVII-й ак                          | 10-та армія                 | Група армій «C»                               | Адрія           |
| березень | LXXXXVII-й ак                          | 10-та армія                 | Група армій «C»                               | Істрія          |
| квітень  | LXXXXVII-й ак                          | —                           | Група армій «E»                               | Істрія          |
| травень  | LXXXXVII-й ак                          | —                           | Головнокомандування Вермахту «Південний Схід» | Істрія          |

### Склад
| 1 березня 1944                          |
| --------------------------------------- |
| 901-й гірсько-єгерський полк            |
| 902-й гірсько-єгерський полк            |
| 903-й гірсько-єгерський полк            |
| 904-й гірсько-єгерський полк            |
| 1088-й гірський артилерійський полк     |
| 1088-й гірський інженерний батальйон    |
| 1088-ме дивізійне управління постачання |
| 1088-й гірський батальйон зв'язку       |